# Tetragnatha mawambina
Tetragnatha mawambina este o specie de păianjeni din genul Tetragnatha, familia Tetragnathidae, descrisă de Strand, 1913. Conform Catalogue of Life specia Tetragnatha mawambina nu are subspecii cunoscute.